# Semiothisa aesthimaria
Semiothisa aesthimaria är en fjärilsart som beskrevs av Hans Georg Amsel. Semiothisa aesthimaria ingår i släktet Semiothisa och familjen mätare. Inga underarter finns listade i Catalogue of Life.